# Tübinger Gôgenaufstand
Der Tübinger Gôgenaufstand war ein Tumult der Tübinger Unterstadt-Weingärtner (Gôgen) am 22. Januar 1831, in dessen Folge die Sicherheitswehr in der Stadt gegründet wurde.

## Auslöser
Auf einer Abendpatrouille am Sonntag, den 16. Januar 1831 traf der Landjäger Michael Hauser den leicht angetrunkenen Weingärtner und Handwerksgesellen Ludwig Kost und wollte ihn festnehmen. Als sich dieser wehrte, verletzte ihn Hauser durch Säbelhiebe lebensgefährlich. Diese Willkürtat löste unter den Gôgen helle Empörung aus und schürte den alten Hass gegen die ganze, etwa zwanzig Mann starke Polizeitruppe, die der Staatskommissar Oberjustizrat Karl Hofacker 1825 als Sicherheitskommando mitgebracht hatte und die immer noch in Tübingen stationiert war. Der Einzelkonflikt wurde schnell zu einer kollektiven Angelegenheit der Gôgen.

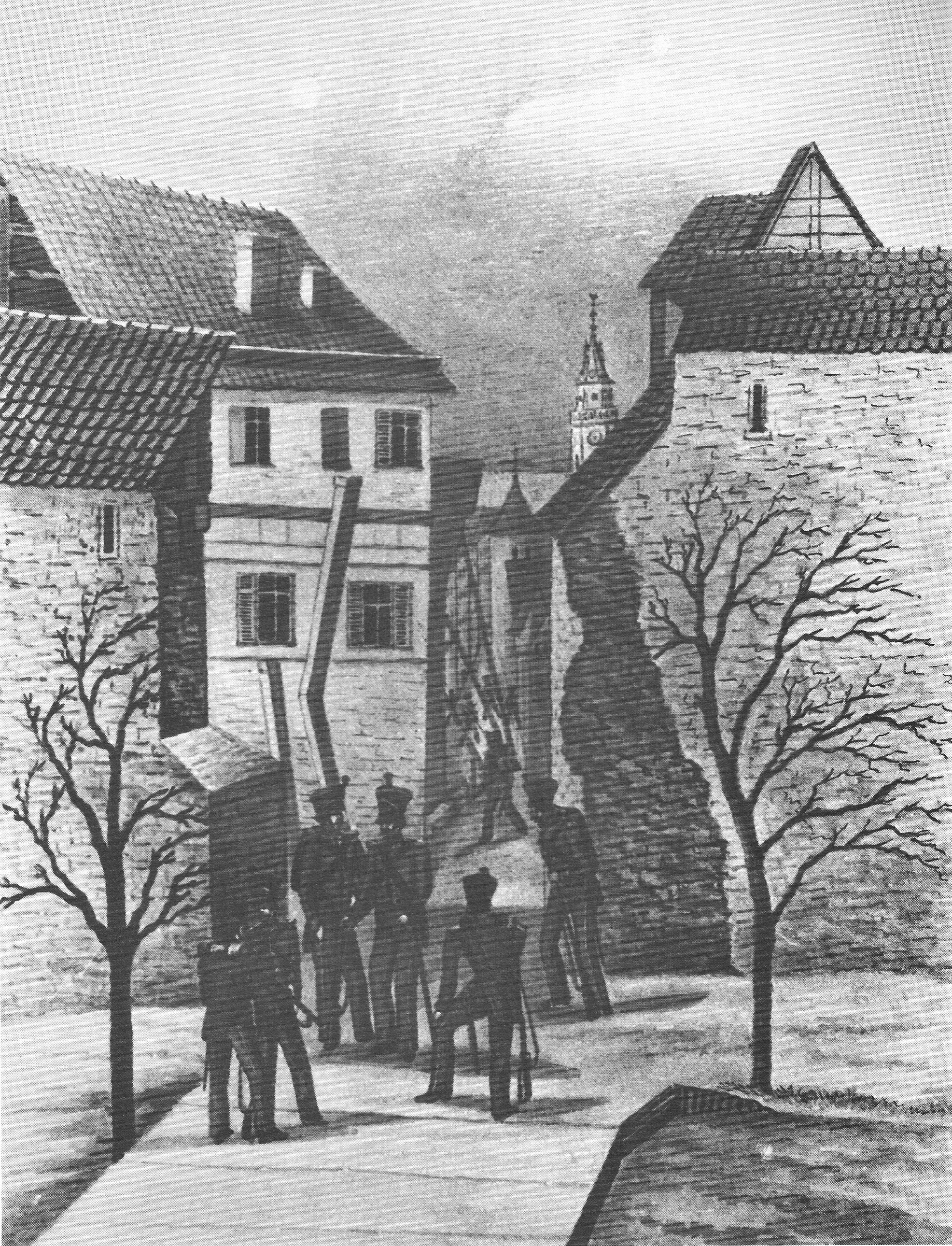
Landjäger beim heimlichen Verlassen der Stadt Tübingen am 22. Januar 1831 (Tuschezeichnung von Carl Baumann)

## Verlauf
Die Situation eskalierte, als am Abend des 22. Januar etwa 60 junge Weingärtner und Handwerksburschen durch die Obere Stadt zogen und dabei „Es lebe die Freiheit!“ riefen und Schillers Räuber-Lied sangen. Die Menge vergrößerte sich rasch und versammelte sich massenweise (dazu gibt es keine konkreten Angaben) vor dem Oberamtsgebäude – dem Sitz des Oberamtmanns – und dem benachbarten Wilhelmsstift, wohin sich die Landjäger zurückzogen. Die zusammengeströmte Volksmenge forderte den Abzug der königlichen Polizeitruppe aus der Stadt und drohte mit Totschlag. Vereinzelt wurden Drohungen laut, Feuer zu legen. Inzwischen wurde die Bürgerwehr erheblich verstärkt und konnte zusammen mit den bewaffneten Studenten die Menge vertreiben. Doch es gab Gefahr, dass die Unruhen am nächsten Tag fortgesetzt würden. Um Schlimmeres zu vermeiden, ordnete der Stadtdirektor den stillen Abmarsch des Kommandos in der Nacht nach Waldenbuch durch das Dreckstörle beim Rübenloch (d. h. am Ende der Langen Gasse) an.

## Folgen

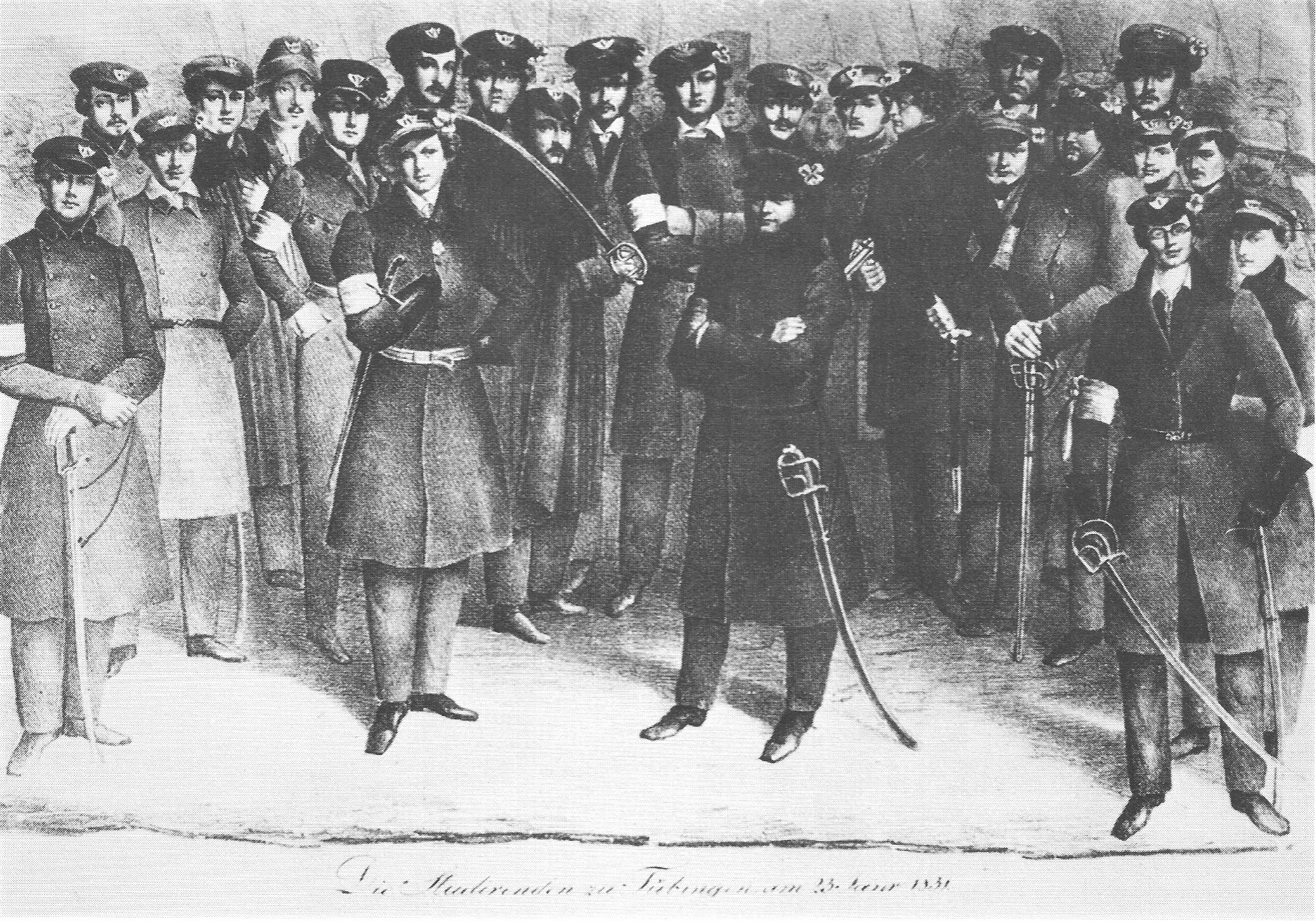
Anführer der studentischen Sicherheitswehr zu Tübingen am 23. Januar 1831 (Kreidelithogrfie von Carl Baumann)

Obwohl es zu keinen größeren Übergriffen gekommen war, sorgte sich der Stadtdirektor um die Aufrechterhaltung der gesetzlichen Ordnung, zumal es an anonymen Droh- und Brandbriefen nicht fehlte. Der Universitätskanzler Johann Heinrich Ferdinand Autenrieth wandte sich deswegen an die Führer der 1825 auf Anordnung des Königs Wilhelm I. verbotenen studentischen Korporationen und bat um Hilfe, falls es zu Ausschreitungen käme. Diese sicherten gern Hilfe zu. Etwa 600 Studenten (von den damals etwa 850 immatrikulierten) schlossen sich schnell zu einer Sicherheitswehr zusammen, bei der die Verbindungen die Kader der einzelnen Sektionen bildeten. Um die Sicherheitswehr zu bewaffnen, wurden den Studenten die zuvor von der Universität konfiszierten Schläger und Säbel zurückgegeben. Auf diese Weise kam es zu der paradoxen Situation, dass illegale Gruppen zu Schützern von Ruhe und Ordnung wurden. Gleichzeitig bewiesen die Studenten mit ihrer staatstreuen Haltung, dass sie eine Solidarität mit der Schicht der „unruhestiftenden“ Gôgen ablehnten. Denn diese „niedere Klasse“ stand gesellschaftlich weit unter dem Niveau des gebildeten und besitzenden Bürgertums, aus dem die Mehrzahl der Studenten stammte. Demokratisch gesinnte Studenten waren vor 1848 eine verschwindende Ausnahme. So kam es zu keinen weiteren befürchteten Unruhen mehr.